# 山田さくや
山田 さくや（やまだ さくや、女性、1993年3月30日 - ）は、東京都出身の女優。かつての所属事務所はビッグアップル、ヒラタオフィス。

## 略歴
1998年より子役としてデビュー。

## 出演

### 映画
- 地雷を踏んだらサヨウナラ (1999年) 一ノ瀬久美子 役
- 鉄道員(ぽっぽや) （1999年）佐藤雪子（6歳期） 役
- BACK STAGE/バックステージ （2001年）後藤サヤカ 役
- 惨劇館 夢子（2002年）東野育美 役
- 着信アリ（2004年）中村由美（少女期）役
- 少女戦士伝シオン（2010年）辰(しん)の国 アヤメ 役

### テレビドラマ
- サンタ家のメリーXマスライブ!（1998年、ABCテレビ）児童合唱団員 役
- タクシードライバーの推理日誌11「亡霊殺人」（1999年、テレビ朝日）村上の娘 役
- 傷だらけの女 第9話（1999年、フジテレビ）飯田麻美 役
- 救急ハート治療室 第1話（1999年、フジテレビ）
- バースデイ〜こちら椿産婦人科〜 最終回（1999年、テレビ東京）内山アヤ子 役
- お祭り弁護士・澤田吾朗1（2000年、テレビ朝日）冬木真由子 役
- リミット もしも、わが子が…（2000年、日本テレビ）楢崎あゆみ 役
- 時効〜流氷に消えた最愛の逃亡者（2002年、テレビ朝日）山崎希（幼少期） 役
- さわやか3組（2002年、NHK教育）黒川一美 役
- コメディーお江戸でござる（2002年、NHK総合）
- 音の犯罪捜査官 響奈津子6（2003年、フジテレビ）五十木彩 役
- 新・夜逃げ屋本舗  最終話(2003年、日本テレビ系) 由美 役
- 東京少女日向千歩 第3話（2009年、BS-i）

### その他のテレビ番組
- ポンキッキーズ（1999年、フジテレビ）「ドクターカガドル」サクヤ 役